# Adam Chennoufi
Adam Chennoufi (Umeå, 4 luglio 1988) è un ex calciatore svedese di origine marocchina, di ruolo centrocampista.

## Carriera
Chennoufi nasce a Umeå e inizia la carriera in squadre con sede presso la sua città natale o nelle immediate vicinanze.
Nella principale formazione cittadina, l'Umeå FC, esordisce nel 2009 quando il club militava in Division 1. Nel 2012, grazie alla promozione in Superettan, esordisce nel secondo campionato nazionale.
La squadra tuttavia retrocede subito in Division 1 così Chennoufi, ventiquattrenne e libero contrattualmente non avendo rinnovato, decide di restare in Superettan con il passaggio al GIF Sundsvall a parametro zero. Nella stagione 2015, a fronte del secondo posto dell'anno precedente con conseguente promozione, esordisce in Allsvenskan.
Svincolato, il 6 gennaio 2016 approda negli Emirati Arabi al Dubai Cultural Sports Club., ma già ad agosto fa ritorno nella Superettan svedese con il trasferimento all'IFK Värnamo. Scaduto il breve contratto, ha iniziato la stagione 2017 con il Team TG, squadra di Umeå militante in Division 1, rimanendo in rosa fino al termine del campionato 2019.
Chennoufi nel 2020 è tornato – seppur in prestito – a giocare nel campionato di Superettan nell'Umeå FC, squadra in cui il giocatore aveva già militato anni prima. Nonostante la retrocessione, dal gennaio successivo Chennoufi è comunque rimasto all'Umeå FC a titolo definitivo iniziando a ricoprire il doppio ruolo di giocatore e direttore sportivo, poi ha appeso le scarpe al chiodo mantenendo il solo ruolo di dirigente.